# 斜阳岛
20°54′29″N 109°12′52″E / 20.90806°N 109.21444°E
斜阳岛是中国北海市涠洲镇的一座南海海岛，位于涠洲岛东南约9海里处，面积为1.89平方公里，属于火山岛，气候湿润温暖，植物有亚热带或热带风格，为北海市的旅游景点之一。

## 行政隶属及居民点
斜阳岛属于广西壮族自治区北海市银海区涠洲镇，岛上有斜阳村，居民计280余人，皆为客家人。